# Conde de Leiria
Conde de Leiria é um título nobiliárquico criado por D. Carlos I de Portugal, por Decreto de 13 de Janeiro de 1890, em favor de António Augusto Pereira de Vasconcelos de Sousa, antes 2.º Visconde de Leiria jure uxoris.
Titulares
1. António Augusto Pereira de Vasconcelos de Sousa, 2.º Visconde de Leiria jure uxoris e 1.º Conde de Leiria;
2. José Pereira de Vasconcelos de Sousa e Meneses, 2.º Conde de Leiria.

Após a Implantação da República Portuguesa, e com o fim do sistema nobiliárquico, usaram o título: 
1. João Carlos de Azeredo Lobo e Vasconcelos, 3.º Conde de Leiria;
2. João Carlos de Azeredo Lobo Pereira de Vasconcelos, 4.º Conde de Leiria.